# Bouéni
Bouéni est une commune française située dans le département et région d'outre-mer de Mayotte dans l'océan indien.

## Géographie
Le climat y est de type tropical.
La commune de Bouéni regroupe plusieurs villages : 
- Majiméouni
- Hagnoundrou (ou Hanyoundrou)
- Moinatrindri
- Bouéni-village, le chef-lieu
- Bambo-Ouest
- Mzouazia
- Mbouanatsa (ou Mbwanatsa)

## Urbanisme

### Typologie
Bouéni est une commune urbaine, car elle fait partie des communes denses ou de densité intermédiaire, au sens de la grille communale de densité de l'Insee,,,. Elle appartient à l'unité urbaine de Bouéni, une agglomération intra-départementale regroupant 1 commune et 6 189 habitants en 2017, dont elle est une ville isolée,.
Par ailleurs la commune fait partie de l'aire d'attraction de Mamoudzou, dont elle est une commune de la couronne. Cette aire, qui regroupe 17 communes, est catégorisée dans les aires de 200 000 à moins de 700 000 habitants,.
La commune est également une commune littorale au sens de la loi du 3 janvier 1986, dite loi littoral. Des dispositions spécifiques d’urbanisme s’y appliquent dès lors afin de préserver les espaces naturels, les sites, les paysages et l’équilibre écologique du littoral, par exemple le principe d'inconstructibilité, en dehors des espaces urbanisés, sur la bande littorale des 100 mètres, ou plus si le plan local d’urbanisme le prévoit,.

## Toponymie
Selon Louis Aujas, vers le XVIe siècle, venus de la région de Boeny à Madagascar, des troupes sakalaves conduites par Diva Mamé jetèrent l'ancre dans une baie au sud et créèrent le village, le nommant, ainsi que la baie, « Bouéni » à la mémoire de leur région d'origine.

## Politique et administration
| Période                                  | Période      | Identité               | Étiquette | Qualité                              |
| ---------------------------------------- | ------------ | ---------------------- | --------- | ------------------------------------ |
| 2001                                     | 2008         | Hamada Ali Hadhuri     | PS        |                                      |
| mars 2008                                | 30 mars 2014 | Mohamed Youssouf       | MDM       |                                      |
| 30 mars 2014                             | En cours     | Mouslim Abdourahamane, | DVG       | Directeur administratif et financier |
| Les données manquantes sont à compléter. |              |                        |           |                                      |

## Démographie
L'évolution du nombre d'habitants est connue à travers les recensements de la population effectués dans la commune depuis 1978. À partir de 2006, les populations légales des communes sont publiées annuellement par l'Insee, mais la loi relative à la démocratie de proximité du 27 février 2002 a, dans ses articles consacrés au recensement de la population, instauré des recensements de la population tous les cinq ans en Nouvelle-Calédonie, en Polynésie française, à Mayotte et dans les îles Wallis-et-Futuna, ce qui n’était pas le cas auparavant. Pour la commune, le premier recensement exhaustif entrant dans le cadre du nouveau dispositif a été réalisé en 2002, les précédents recensements ont eu lieu en 1978, 1985, 1991 et 1997.
En 2017, la commune comptait 6 189 habitants, en diminution de 3,33 % par rapport à 2012
| 1978  | 1985  | 1991  | 1997  | 2002  | 2007  | 2012  | 2017  |
| ----- | ----- | ----- | ----- | ----- | ----- | ----- | ----- |
| 2 211 | 3 004 | 3 959 | 4 661 | 5 515 | 5 296 | 6 402 | 6 189 |

## Éducation
- Collège de Bouéni : établissement d'enseignement secondaire[20],[21],[22].

## Infrastructures et équipements
Le plateau polyvalent de Bouéni est une infrastructure sportive inaugurée le 22 mai 2021,,,.

## Lieux et monuments
- La Grande Pierre (en réalité deux pierres, une grande et une petite, qui se collent par leurs extrémités et laissant une grande ouverture à l'endroit où elles se touchent) est située à la plage Bwé la Bwéjou (La Pierre de Bouéjou). D'après la légende, c'est à partir de cette pierre que les premiers habitants se sont retrouvés, contrairement à l'idée reçue, qui relate que ce nom Bouéni vient des deux collines qui surplombent la commune, faisant apparaitre la forme d'une femme. Il s'agirait donc d'un bateau de commerçant échoué sur cette plage. Ces premières personnes se seraient réfugiées sur la petite ouverture de la pierre. De là, ces personnes se sont ensuite dirigées vers ce qui est aujourd'hui le village de Bouéni.
- Baie de Bouéni
- Baie de Mzouazia